# Saint-Rémy-du-Plain
Pour l'ancienne commune homonyme du département de la Sarthe, voir Saint-Rémy-du-Val.
Pour les articles homonymes, voir Saint-Rémy.
Saint-Rémy-du-Plain est une commune française située dans le département d'Ille-et-Vilaine en région Bretagne, peuplée de 808 habitants.

## Géographie
Saint-Rémy-du-Plain est situé à environ 30 km de Rennes et 25 km du Mont Saint-Michel.

### Communes limitrophes
|                | Bazouges-la-Pérouse |       |
| Marcillé-Raoul | Saint-Rémy-du-Plain | Rimou |
|                | Sens-de-Bretagne    |       |

### Hydrographie
Pour un article plus général, voir Réseau hydrographique d'Ille-et-Vilaine.
La commune est située dans le bassin Loire-Bretagne. Elle est drainée par le Laurier, le Val, la Lande Huard, le Breguigneul et le ruisseau du Verger,,.

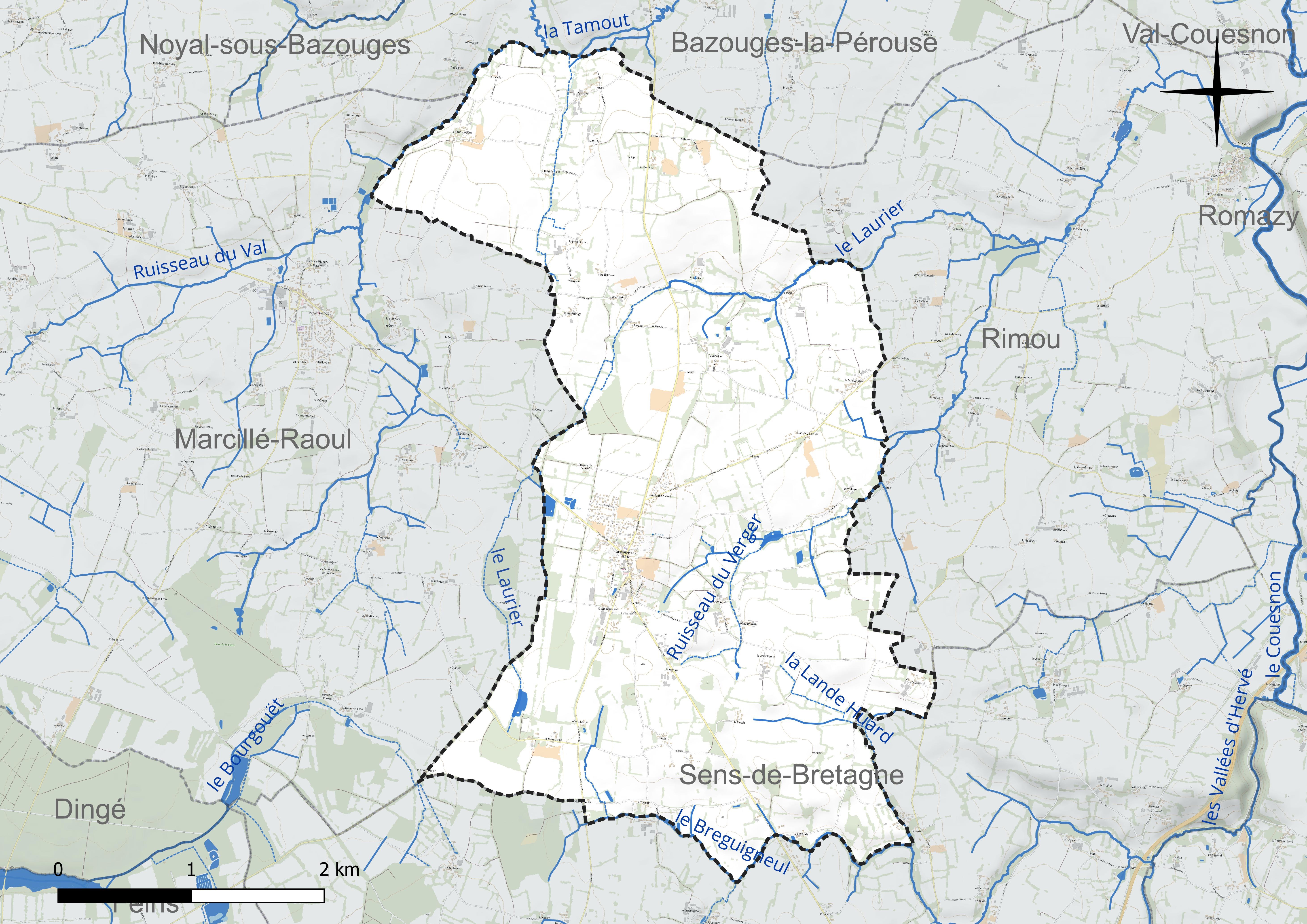
Réseau hydrographique de Saint-Rémy-du-Plain.

### Climat
Pour des articles plus généraux, voir Climat de la Bretagne et Climat d'Ille-et-Vilaine.
En 2010, le climat de la commune est de type climat océanique franc, selon une étude du CNRS s'appuyant sur une série de données couvrant la période 1971-2000. En 2020, Météo-France publie une typologie des climats de la France métropolitaine dans laquelle la commune est exposée à un climat océanique et est dans la région climatique  Bretagne orientale et méridionale, Pays nantais, Vendée, caractérisée par une faible pluviométrie en été et une bonne insolation. Parallèlement l'observatoire de l'environnement en Bretagne publie en 2020 un zonage climatique de la région Bretagne, s'appuyant sur des données de Météo-France de 2009. La commune est, selon ce zonage, dans la zone « Intérieur Est  », avec des hivers frais, des étés chauds et des pluies modérées.  
Pour la période 1971-2000, la température annuelle moyenne est de 11,5 °C, avec une amplitude thermique annuelle de 12,9 °C. Le cumul annuel moyen de précipitations est de 837 mm, avec 13 jours de précipitations en janvier et 7,9 jours en juillet. Pour la période 1991-2020, la température moyenne annuelle observée sur la station météorologique la plus proche, située sur la commune de Feins à 7 km à vol d'oiseau, est de 11,9 °C et le cumul annuel moyen de précipitations est de 816,2 mm,. Pour l'avenir, les paramètres climatiques de la commune estimés pour 2050 selon différents scénarios d'émission de gaz à effet de serre sont consultables sur un site dédié publié par Météo-France en novembre 2022.

## Urbanisme

### Typologie
Au 1er janvier 2024, Saint-Rémy-du-Plain est catégorisée commune rurale à habitat dispersé, selon la nouvelle grille communale de densité à sept niveaux définie par l'Insee en 2022.
Elle est située hors unité urbaine. Par ailleurs la commune fait partie de l'aire d'attraction de Rennes, dont elle est une commune de la couronne,. Cette aire, qui regroupe 183 communes, est catégorisée dans les aires de 700 000 habitants ou plus (hors Paris),.

### Occupation des sols
L'occupation des sols de la commune, telle qu'elle ressort de la base de données européenne d'occupation biophysique des sols Corine Land Cover (CLC), est marquée par l'importance des territoires agricoles (97,2 % en 2018), une proportion sensiblement équivalente à celle de 1990 (97,7 %). La répartition détaillée en 2018 est la suivante : 
terres arables (41,1 %), zones agricoles hétérogènes (33,2 %), prairies (22,9 %), zones urbanisées (2,8 %). L'évolution de l'occupation des sols de la commune et de ses infrastructures peut être observée sur les différentes représentations cartographiques du territoire : la carte de Cassini (XVIIIe siècle), la carte d'état-major (1820-1866) et les cartes ou photos aériennes de l'IGN pour la période actuelle (1950 à aujourd'hui).

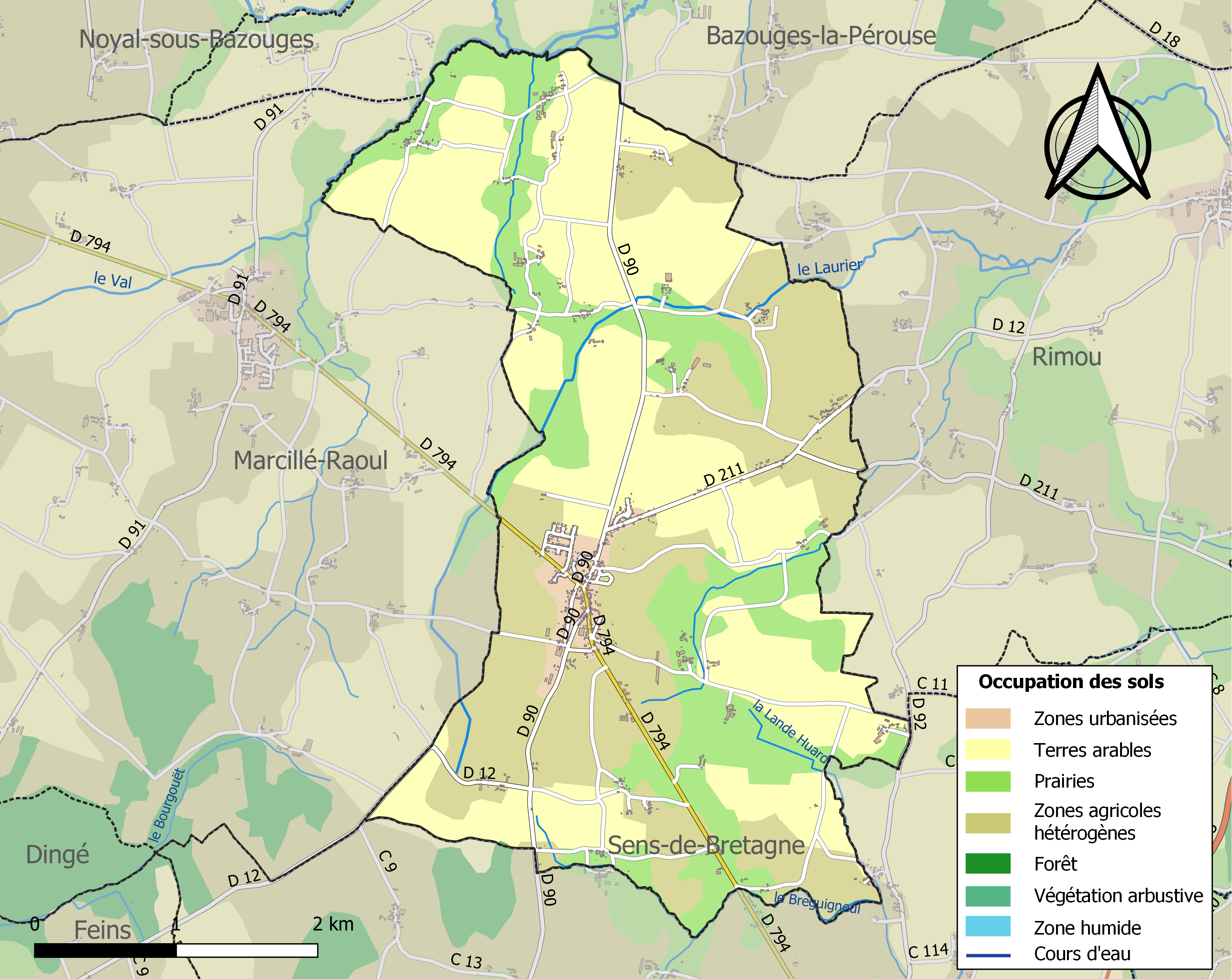
Carte des infrastructures et de l'occupation des sols de la commune en 2018 (CLC).

## Toponymie
Le nom de la localité est attesté sous la forme Ecclesia Sancti Remigii de Plano au XVIe siècle.
Son nom est issu de saint Rémy et de plan (« terrain plat »).

## Histoire

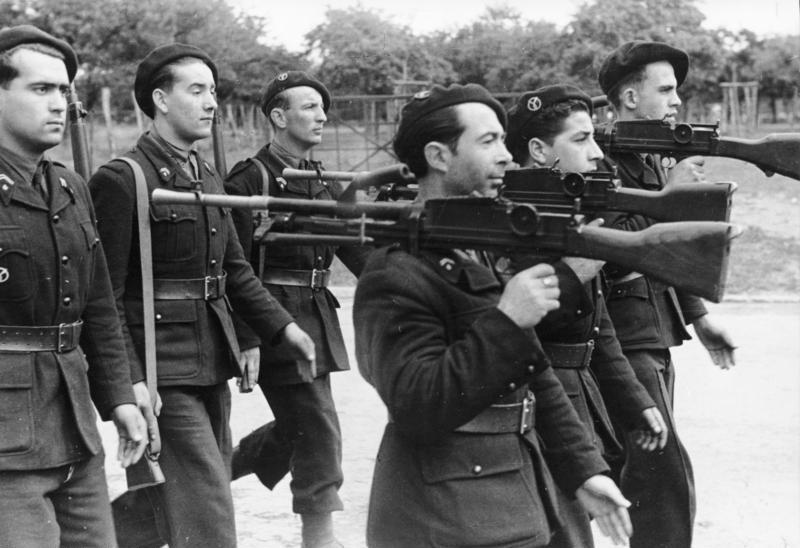
Défilé de miliciens français.

La paroisse de Saint-Rémy-du-Plain, enclavée dans l'évêché de Rennes faisait partie du doyenné de Dol relevant de l'évêché de Dol et était sous le vocable de saint Rémi.
Le 7 juillet 1944, une douzaine miliciens français de la Bezen Perrot, vêtus de l'uniforme allemand, font prisonniers une vingtaine de résistants du maquis de Broualan. Le convoi, constitué de cars et de véhicules, stoppe à environ 1,5 km de Saint-Rémy-du-Plain. Huit hommes sont triés pour « alléger les véhicules ». Conduits sur le bord du trou de la carrière de Touchasse, ils sont exécutés à coups de mitraillettes. Après avoir reçu le coup de grâce, leurs corps sont poussés au fond de la carrière.

## Politique et administration
| Période                                  | Période              | Identité            | Étiquette | Qualité                                                                |
| ---------------------------------------- | -------------------- | ------------------- | --------- | ---------------------------------------------------------------------- |
| ?                                        | ?                    | Alexandre Grouazel  |           | Réélu en 1977                                                          |
| ?                                        | mars 1989            | Claude Louyer       |           | Artisan                                                                |
| mars 1989                                | juin 1995            | Christian Coudray   |           |                                                                        |
| juin 1995                                | février 2012 (décès) | Michel Meignan      |           | Agriculteur retraité Vice-président d'Antrain communauté (2008 → 2012) |
| avril 2012                               | 26 mai 2020          | Yves Leray          | SE        | Retraité                                                               |
| 26 mai 2020                              | En cours             | M. Dominique Prioul |           | Artisan commerçant                                                     |
| Les données manquantes sont à compléter. |                      |                     |           |                                                                        |

## Démographie
L'évolution du nombre d'habitants est connue à travers les recensements de la population effectués dans la commune depuis 1793. Pour les communes de moins de 10 000 habitants, une enquête de recensement portant sur toute la population est réalisée tous les cinq ans, les populations de référence des années intermédiaires étant quant à elles estimées par interpolation ou extrapolation. Pour la commune, le premier recensement exhaustif entrant dans le cadre du nouveau dispositif a été réalisé en 2006.
En 2022, la commune comptait 808 habitants, en évolution de −2,42 % par rapport à 2016 (Ille-et-Vilaine : +5,46 %, France hors Mayotte : +2,11 %).
| 1793 | 1800 | 1806 | 1821 | 1831 | 1836 | 1841 | 1846 | 1851 |
| ---- | ---- | ---- | ---- | ---- | ---- | ---- | ---- | ---- |
| 730  | 729  | 832  | 845  | 865  | 778  | 815  | 815  | 809  |

| 1856 | 1861 | 1866 | 1872 | 1876 | 1881 | 1886 | 1891 | 1896 |
| ---- | ---- | ---- | ---- | ---- | ---- | ---- | ---- | ---- |
| 870  | 990  | 994  | 855  | 870  | 893  | 852  | 848  | 825  |

| 1901 | 1906 | 1911 | 1921 | 1926 | 1931 | 1936 | 1946 | 1954 |
| ---- | ---- | ---- | ---- | ---- | ---- | ---- | ---- | ---- |
| 780  | 805  | 724  | 668  | 673  | 673  | 658  | 628  | 585  |

| 1962 | 1968 | 1975 | 1982 | 1990 | 1999 | 2006 | 2011 | 2016 |
| ---- | ---- | ---- | ---- | ---- | ---- | ---- | ---- | ---- |
| 590  | 561  | 561  | 548  | 590  | 580  | 698  | 819  | 828  |

| 2021 | 2022 | - | - | - | - | - | - | - |
| ---- | ---- | - | - | - | - | - | - | - |
| 812  | 808  | - | - | - | - | - | - | - |

## Lieux et monuments

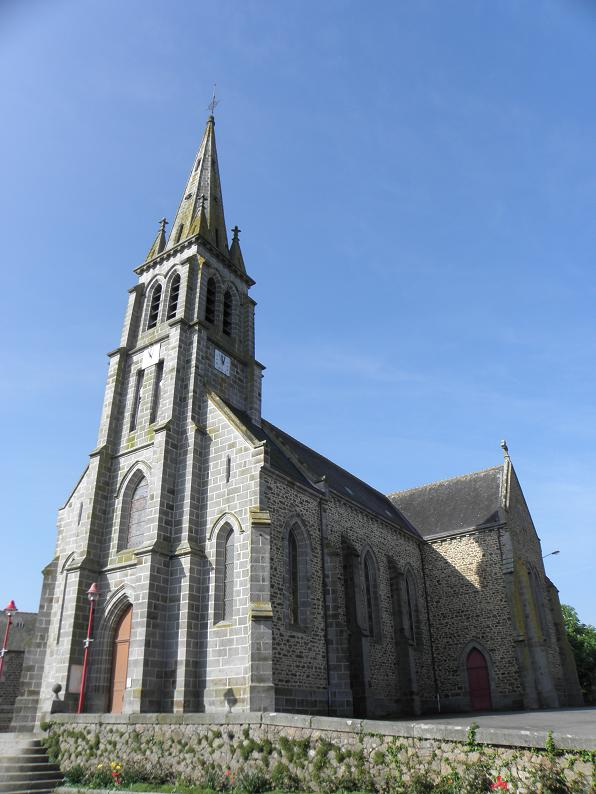
L'église Saint-Rémy.

- Le château de la Haye d'Irée, construit en granit, a été remanié au XVIIIe siècle sur les vestiges du château précédent.
- Église paroissiale Saint-Rémy, édifiée par l'architecte Albert Béziers-Lafosse de 1878 à 1884[24].
- Monument au lieu-dit Touchasse à la mémoire de Résistants assassinés par la Milice le 7 juillet 1944, au lieu-dit la Bitonnerie : Maurice Couriol, René Hucet, Jean Lambert (adjudant), Joseph Lemonnier, Amand Pasquet, Michel Renault. Dans les victimes un soldat américain, le Second Lieutenant de l'US Army George E. Hendrickson[25], ASN (army serial number) 1307411, de la 82nd Airborne Division, 505th Parachute Infantry Regt, et inhumé au cimetière militaire américain de Saint-James, Plot P Row 2 Grave 15. Deux autres victimes non identifiées, un parachutiste américain et un résistant inconnu[26],[27],[28].

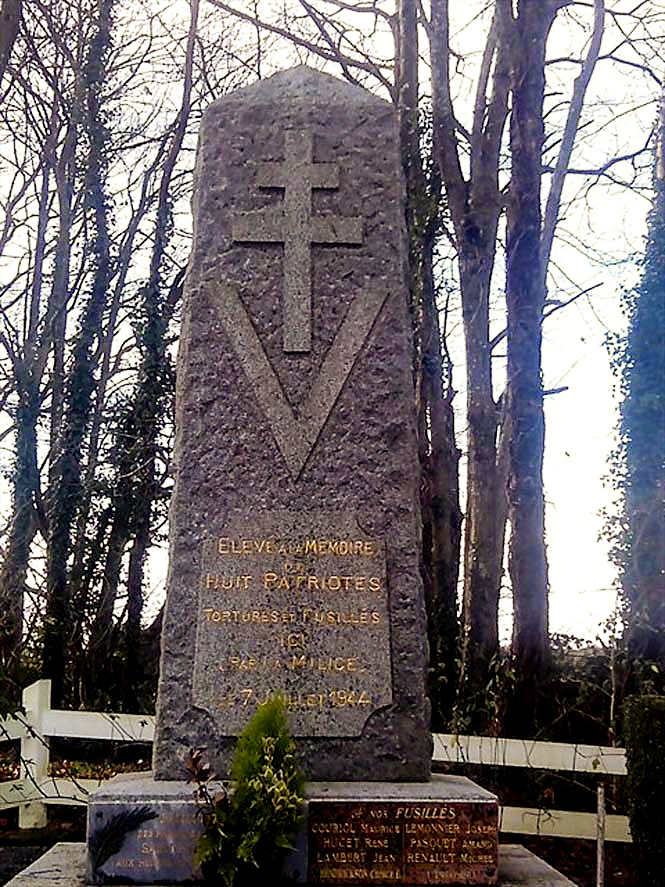
Le monument des fusillés par la Milice.
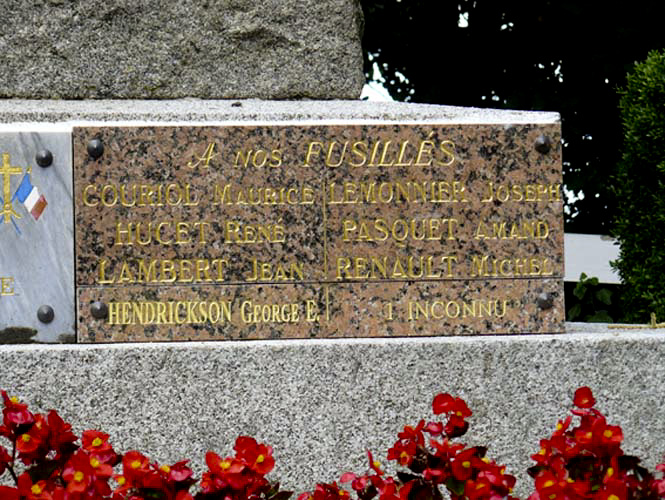
La plaque du monument.
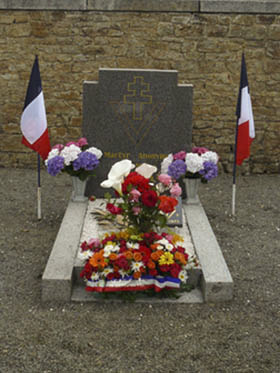
La tombe du Résistant inconnu.
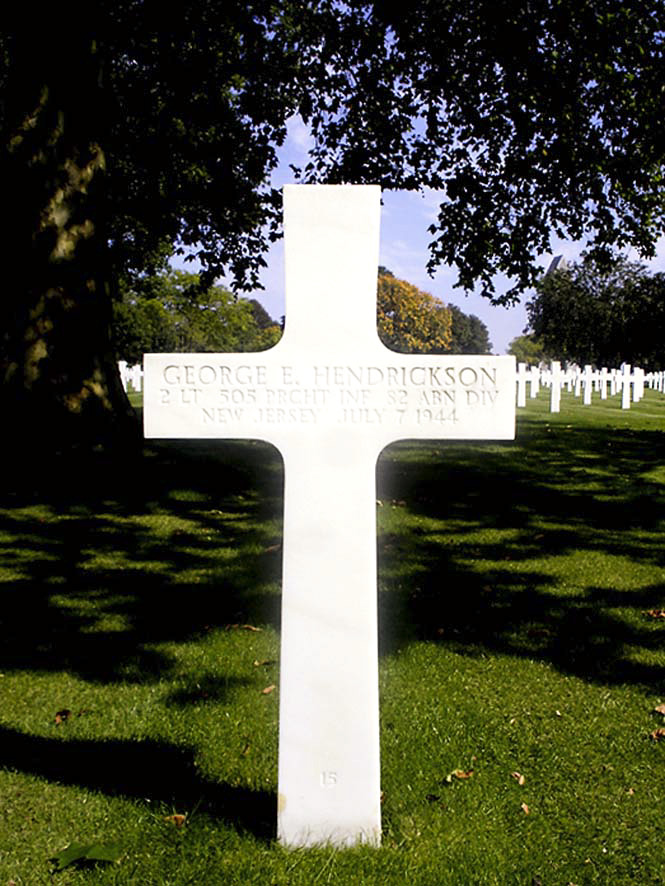
La tombe du parachutiste américain Georges Hendrickson au cimetière de Saint-James.